# Papuagrion pesechem
Papuagrion pesechem – gatunek ważki z rodziny łątkowatych (Coenagrionidae).